# Тернейський район
Тернейський район — найбільший за територією район Приморського краю.
Адміністративний центр — селище Терней.

## Географія
Район розташований на північному сході регіону на узбережжі Японського моря. Площа території — 27 730 км², що трохи перевищує площу Македонію. Від мису Грозний на півдні до витоків річки Дагда на півночі, район простягнувся на 467 км при максимальній ширині 103 км. Район межує на півночі з Хабаровським краєм, на заході з Пожарським, Красноармійським районами і Дальнєгорським міським округом, на сході омивається Японським морем.

## Природа
На території Тернейском району знаходиться найпівнічніша і найсхідніша точки Примор'я. Велика частина району покрита лісами, на території розташовується Сіхоте-Алінський заповідник.

## Клімат
Тернейскій район прирівняний до районів Крайньої Півночі.
Клімат району — один з найнесприятливіших у краї. Хоча зима тут тепліше, ніж в центральних районах Примор'я, літо — саме прохолодне в краї через холодну Приморську течію.

## Населення
Щільність населення становить 0.42 осіб/км² — найнижча в Приморському краї. В районі знаходиться найпівнічніший населений пункт краю — удегейське село Агзу.

## Економіка
Основна промисловість району — лісозаготівельна і лісопереробна.
У районі розташовані джерела мінеральних вод «Амгінське» і «Теплий ключ».

## Туризм
Район має значний туристичний потенціал. Є багато цікавих природних об'єктів, незважаючи на свою важкодоступність, які приваблюють туристів з усього Приморського краю. До найвідоміших можна віднести водоспади на р. Амгу, джерела мінеральних вод Амгінське і Теплий Ключ, порожиста річка Кема,Річка Фугу, так називається риба п'янка і може вбити 20 осіб, яка приваблює туристів-водників. В районі є кілька гірських хребтів, що перевищують 1700 м, Озерне плато з високогірними озерами озеро Сатурн, Вузлове, Орлине Гніздо, мальовниче морське узбережжя. Духове, Джигіт, Благодатне, Тавайза — місця літнього відпочинку на узбережжі.

## Відомі особистості
У районі народився:
- Гуменчук Олександр Іванович (* 1952) — український живописець, дизайнер, педагог (с. Кузнецово).